# Distretto di Mingbulaq
Il distretto di Mingbulaq (usbeco Mingbuloq) è uno degli 11 distretti della Regione di Namangan, in Uzbekistan. Il capoluogo è Jumashuy.